# Litoria leucova
Litoria leucova (West Sepik treefrog) es una especie de anfibio anuro del género Litoria, de la familia Pelodryadidae.

## Distribución geográfica
Es originaria de Papúa Nueva Guinea.